# Dicranidae
Las Dicranidae son un grupo ampliamente distribuido de musgos en la clase Bryopsida, con muchas especies de áreas secas o disturbadas.